# Taylor Tomlinson
Taylor Tomlinson (née le 4 novembre 1993 dans le comté d'Orange, en Californie) est une humoriste américaine.
Elle a écrit et joué trois spectacles de stand-up, Quarter-Life Crisis (2020), Look At You (2022) et Have It All (2024), diffusés sur Netflix.

## Débuts
Taylor Elyse Tomlinson, née le 4 novembre 1993 dans le comté d'Orange, grandit à Temecula, en Californie,, au sein d'une famille chrétienne pieuse, un thème qui revient souvent dans ses spectacles. Sa mère décède d'un cancer quand elle a huit ans et son père se remarie un an plus tard.
Elle fréquente brièvement l'Université d'État polytechnique de Californie puis un collège communautaire de San Diego pour se rapprocher des clubs de comédie. Elle abandonne finalement ses études pour poursuivre sa carrière de comédienne naissante à plein temps,.

## Carrière
Tomlinson débute le stand-up vers l'âge de 16 ans, après que son père l'a inscrite à des cours. Elle se produit dans les églises, les écoles et les cafés,, et se fait connaître en étant finaliste de la neuvième saison de Last Comic Standing de NBC en 2015. Elle est citée parmi les "dix comiques à surveiller" par Variety au festival anglophone Juste pour rire en 2019
Elle joue un set de 15 minutes lors d'un épisode de la série de stand-up The Comedy Lineup diffusé par Netflix en 2018.
Le premier spectacle de stand-up spécial Netflix de Tomlinson, Quarter-Life Crisis, sort en mars 2020,. Elle tourne ensuite avec la comédienne Whitney Cummings lors de la tournée Codependent.
Elle est placée sur la liste Forbes 30 Under 30 en 2021.
Son deuxième stand-up spécial Netflix, Look At You, sort en mars 2022.
Tomlinson a déclaré dans son stand-up spécial, Look At You, qu'elle avait été fiancée une fois, mais qu'elle avait rompu ses fiançailles avant l'enregistrement de son premier spectacle. Son matériel de stand-up fait référence à ses expériences de problèmes de santé mentale, y compris la dépression et dans Look At You, elle parle d'un diagnostic de trouble bipolaire .

## Médias sociaux
Tomlinson connait un succès important sur TikTok. Elle est la 7e comédienne la plus suivie sur la plateforme en 2022.
En 2021, elle commence un podcast vidéo, publié sur YouTube, intitulé Sad in the City,.

## Vie privée
Tomlinson a été en couple avec le comédien Sam Morril de mars 2020 à février 2022,.